# Дагорд, Хенрик
Олоф Хенрик Дагорд (швед. Olof Henrik Dagård; род. 7 августа 1969, Хальмстад) — шведский легкоатлет, специалист по многоборьям. Выступал за сборную Швеции по лёгкой атлетике в 1988—2000 годах, бронзовый призёр чемпионата мира в помещении, обладатель двух серебряных медалей чемпионатов Европы, победитель и призёр первенств национального значения, рекордсмен Швеции в семиборье, участник летних Олимпийских игр в Сиднее.

## Биография
Хенрик Дагорд родился 7 августа 1969 года в городе Хальмстад.
Впервые заявил о себе в лёгкой атлетике на международном уровне в сезоне 1988 года, когда вошёл в состав шведской национальной сборной и выступил на юниорском мировом первенстве в Садбери, где в программе десятиборья стал четвёртым.
В 1989 году одержал победу на чемпионате Швеции в десятиборье.
В 1990 году был девятым на чемпионате Европы в Сплите.
В 1991 году на Кубке Европы по легкоатлетическим многоборьям в Хелмонде стал седьмым и пятым в личном и командном зачётах соответственно, отметился выступлением на чемпионате мира в Токио.
На чемпионате мира 1993 года в Штутгарте с результатом в 7838 очков занял 13-е место в десятиборье.
В 1994 году выиграл серебряные медали на чемпионате Европы в помещении в Париже, на международных соревнованиях Hypo-Meeting в Австрии, на Кубке Европы в Лионе и на чемпионате Европы в Хельсинки.
В 1995 году добавил в послужной список бронзовую награду, полученную в семиборье на чемпионате мира в помещении в Барселоне. На Кубке Европы в Вальядолиде взял бронзу в личном зачёте и помог своим соотечественникам выиграть бронзовые медали командного зачёта. На домашнем чемпионате мира в Гётеборге в десятиборье занял 16-е место.
В 1998 году во второй раз выиграл чемпионат Швеции в десятиборье, тогда как на чемпионате Европы в Будапеште был пятнадцатым.
В 1999 году стал седьмым на чемпионате мира в Севилье.
Благодаря череде удачных выступлений удостоился права защищать честь страны на летних Олимпийских играх 2000 года в Сиднее — набрал в сумме всех дисциплин десятиборья 8178 очков, расположившись в итоговом протоколе соревнований на десятой строке.